# Bassett (Nebraska)
Bassett è un comune degli Stati Uniti d'America, situato nello Stato del Nebraska, nella contea di Rock, della quale è il capoluogo.